# Lamgeu Tuha
Lamgeu Tuha is een bestuurslaag in het regentschap Aceh Besar van de provincie Atjeh, Indonesië. Lamgeu Tuha telt 170 inwoners (volkstelling 2010).